# Ochthebius exsculptus
Ochthebius exsculptus es una especie de escarabajo del género Ochthebius, familia Hydraenidae. Fue descrita científicamente por Germar en 1824.
Se distribuye por Alemania. Mide 1,6-2,2 milímetros de longitud. Se encuentra en el musgo de los arroyos de montaña.